# Stenometra
Genre
Stenometra est un genre de comatules de la famille des Thalassometridae.

## Liste des espèces
Selon World Register of Marine Species (13 avril 2015) :
- Stenometra cristata AH Clark, 1911 -- Pacifique ouest (200~450 m de profondeur)
- Stenometra dentata Gislén, 1922 -- Japon (150~480 m de profondeur)
- Stenometra diadema (AH Clark, 1907) -- Japon (140~620 m de profondeur)
- Stenometra quinquecostata (Carpenter, 1888) -- Indonésie (230~450 m de profondeur)